# Titanic (miniserie televisiva 2012)
Titanic è una miniserie televisiva in quattro puntate prodotta nel 2012 e diretta da Jon Jones basata sul naufragio del RMS Titanic, avvenuto nella notte tra il 14 e il 15 aprile 1912 durante il suo viaggio inaugurale; è stata trasmessa proprio in occasione del centenario del naufragio.
La miniserie racconta in maniera romanzata la vita dei passeggeri a bordo della nave, alcuni inventati, Lord Manton e la sua famiglia o Jim e Mary Maloney, e altri realmente esistiti, come il comandante Edward Smith, il secondo ufficiale Lightoller, Thomas Andrews, Bruce Ismay e Harry Widener.
In Italia la serie è stata pubblicata direttamente in home video il 24 maggio 2012 distribuita dall'etichetta Dall'Angelo Pictures.

## Trama

### Primo episodio
Il conte di Manton, sua moglie, il suo servitore e la cameriera di Lady Manton hanno prenotato da tempo biglietti di prima classe sul Titanic; il conte fa in modo che sua figlia, Georgiana, che si è ribellata alla società sostenendo il suffragio femminile, ottenga una prenotazione all'ultimo minuto. Salgono a bordo della nave e Lady Manton è immediatamente inospitale per Muriel Batley, moglie dell'impiegato del conte, John Batley. Un'ulteriore spaccatura si crea tra i due quando Lady Manton racconta alla signora Batley delle sue radici di sangue in Irlanda, cosa che la signora Batley prende in giro. Ad un certo punto, la notte del 14 aprile 1912, la nave colpisce un iceberg. Sebbene Georgiana venga messa su una barca, Lady Manton si rifiuta di lasciare il marito.

### Secondo episodio
I progettisti del Titanic sono in conflitto su quante scialuppe di salvataggio dovrebbero essere sulla nave. Uno di loro assume l'irlandese Jim Maloney per ottenere una squadra più competente per completare il cablaggio elettrico in ritardo, in cambio del trasporto della sua famiglia in America per una nuova vita. Sebbene sua moglie, Mary, non sia sicura del trasloco, vanno comunque e Jim riesce ad assicurare alla famiglia una stanza in terza classe. Tuttavia, uno sconosciuto e compagno di viaggio, Peter, rende Mary diffidente apparendo costantemente nelle vicinanze e presto fa la conoscenza del marito di Mary. Nel frattempo, Paolo, il fratello dell'ingegnere italiano Mario, attira l'attenzione di una bellissima hostess, Annie Desmond. John e Muriel Batley stanno attraversando un periodo turbolento nel loro matrimonio. La nave colpisce l'iceberg e la famiglia Maloney è intrappolata sottocoperta. Peter esce attaccando uno degli steward in modo che Mary ei suoi figli possano passare; tuttavia, sia lui che Jim sono intrappolati sottocoperta. Mary ed i suoi figli riescono a salire a bordo di una scialuppa di salvataggio, ma i Batley non sono in grado di salire a bordo di una scialuppa di salvataggio e loro, il conte di Manton e Barnes tentano di raddrizzare una zattera pieghevole capovolta mentre l'acqua raggiunge il ponte lance.

### Terzo episodio
Il fuochista italiano Mario Sandrini ottiene un lavoro sulla nave, e riesce anche a garantire il passaggio a suo fratello Paolo, come unico cameriere straniero nel salone da pranzo di prima classe. Paolo si innamora subito dell'assistente di cabina Annie Desmond. Watson porta il portagioielli di Lady Manton alla terza classe e Barnes è scioccato nello scoprire il motivo. Nel frattempo, Paolo spaventa Annie con un gesto impulsivo. Mary finalmente abbassa la guardia con Peter, facendo infuriare suo marito Jim. Ma la loro discussione viene interrotta quando l'iceberg colpisce e la paura cresce nella timoneria quando i passeggeri si ritrovano dietro i cancelli chiusi. Peter aiuta Mary ei suoi figli a scappare, e dopo che Mario viene trascinato via dai due marinai, i passeggeri della timoneria riescono a salire sul ponte, Jim e Peter in mezzo a loro. Quando è sul ponte, il conte di Manton aiuta Mary ed i suoi bambini a salire su una scialuppa di salvataggio ma, nella corsa per la salvezza, la figlia terrorizzata di Mary, Theresa, torna di corsa all'interno della nave che affonda, seguita da suo padre. Mario e gli altri italiani del ristorante Gatti sono stati rinchiusi in un ripostiglio e, dopo che Paolo ha visto Annie sana e salva su una scialuppa di salvataggio, va alla ricerca di suo fratello. Paolo fatica ad aprire l'armadio chiuso a chiave mentre l'acqua si alza velocemente intorno a lui.

### Quarto episodio
I passeggeri sono in una situazione disperata mentre il Titanic affonda nelle acque gelide. Watson viene accidentalmente rinchiusa nella cabina dei Manton alla ricerca del libro di suo padre quando uno steward ordina che tutte le cabine di prima classe siano chiuse per impedire alle persone di rubare. Tuttavia, viene salvata quando Barnes viene in suo aiuto e convince uno steward ad aprire la porta. Quando lei sta correndo per una scialuppa di salvataggio, le dà una busta e le dice di non aprirla finché non sarà al sicuro. Peter e Jim vanno alla ricerca di Theresa, la figlia di Jim, ma quando Jim la trova, è troppo tardi per scappare. Theresa gli chiede cosa fanno adesso, e lui risponde che si sarebbero seduti e abbracciati l'un l'altro. Paolo riesce a farsi aiutare da Peter a liberare suo fratello e gli altri italiani dall'armadio. Lady Manton viene finalmente convinta a salire su una scialuppa di salvataggio. Mentre Batley e sua moglie cercano di varare la zattera pieghevole capovolta con Lord Manton, Barnes e altri passeggeri e l'equipaggio, l'acqua raggiunge il ponte lance, spazzando via tutti i passeggeri nelle vicinanze. Barnes annega, Paolo e Mario saltano in acqua e si separano; Mario sale su una scialuppa di salvataggio capovolta e vede la nave rompersi a metà e affondare nell'oceano. Batley, finito in acqua, resta aggrappato al corpo senza vita di sua moglie. Viene convinto da alcuni superstiti su una scialuppa a lasciarla andare e viene trascinato a bordo. Solo tre persone vengono salvate; due di loro sono Paolo, che è morto proprio come è stato trovato, e Lord Manton, che sopravvive. Watson legge la lettera che Barnes le ha scritto. È il suo testamento, in cui le lascia una piccola casa, che dovrebbe essere perfetta per suo padre. La serie si conclude con i sopravvissuti avvicinati dalla nave di soccorso, la RMS Carpathia.

## Produzione
Le riprese sono iniziate nel maggio 2011.  Un set a due livelli è stato costruito per la serie agli Stern Studios di Budapest, in Ungheria. Questo conteneva una rappresentazione di 60 metri (200 piedi) del ponte di passeggiata della nave e di 50 metri (160 piedi) del ponte delle imbarcazioni. Altri set presentavano 75 metri (246 piedi) di corridoi interni e stanze come il ponte della nave, gli uffici dei commissari di bordo, le cabine per le diverse classi, le sale da pranzo e le sale caldaie.
La produzione ha comportato anche la costruzione del più grande serbatoio d'acqua indoor d'Europa. Il serbatoio di 900 metri quadrati (9.700 piedi quadrati) conteneva una sezione immergibile che rappresentava parte dell'interno e dei ponti della nave. I promo sono stati girati ai Pinewood Studios.
La colonna sonora della serie è stata composta da Jonathan Goldsmith. La colonna sonora conteneva 60 tracce, pubblicate in seguito su SoundCloud. Prima di questa versione di SoundCloud, la colonna sonora era inedita.

## Inesattezze storiche
Come molte opere dedicate alla tragedia Titanic, la miniserie presenta diverse inesattezze storiche. Alcune di queste sono:
- Nella prima classe non si ballava (stesso errore compiuto dalla miniserie Titanic del 1996).
- Il secondo ufficiale Charles Lightoller distribuisce inni per i passeggeri nel salone da pranzo di prima classe, che nella realtà sarebbero stati distribuiti dagli steward.
- Negli episodi 2 e 3 ci sono passeggeri di seconda e terza classe nel salone da pranzo di prima classe durante il servizio (con passeggeri di prima classe). Questo non sarebbe mai stato permesso, poiché tutte le classi erano separate.
- C'è una folle corsa per i passeggeri di seconda classe per raggiungere i loro oggetti di valore nell'ufficio del commissario di seconda classe, ma Lawrence Beesley ha riferito che l'area era deserta e ha sentito solo qualcuno chiudere la cassaforte e correre verso la prima classe mentre stava salendo la scalinata di seconda classe.
- La scialuppa di salvataggio 1 non è stata la prima a lasciare il Titanic, è stata invece la scialuppa di salvataggio numero 7.
- I Duff-Gordon chiedono al quinto ufficiale Lowe di abbassare la scialuppa di salvataggio e corrompono l'equipaggio per non tornare a salvare le persone in acqua. Nella vita reale, i Duff-Gordon hanno chiesto se potevano salire sulla barca e Sir Cosmo ha offerto all'equipaggio solo denaro per il pagamento di indumenti e rifornimenti smarriti.
- Non ci sono prove che il personale del Ristorante À la Carte (o altri italiani) fosse chiuso in uno stanzino.
- John Jacob Astor IV non ha salvato i cani dal canile. Lo stesso cane degli Astor, Kitty, è morta durante il naufragio insieme ad Astor.
- Il pieghevole B è mostrato capovolto sul lato di dritta, ma in realtà si trovava a babordo.

## Riconoscimenti
- 2013[4] - BAFTA TV Craft
  - Vinto - Migliori effetti visivi a Tom Turnbull
  - Vinto - Migliori effetti visivi a Irit Hod (per la direzione dell'illuminazione tecnica)
- 2012 - Best Cinematography Award
  - Nomination - Miglior fotografia per una serie TV drammatica a Adam Suschitzky
- 2013 - Canadian Cinema Editors Awards
  - Nomination - Miglior montaggio in una serie o film TV a Susan Shipton (per l'episodio 4)
- 2013 - Canadian Screen Awards
  - Nomination - Miglior serie drammatica internazionale
  - Nomination - Migliori effetti visivi
  - Vinto - Miglior colonna sonora per una produzione televisiva a Jonathan Goldsmith
- 2013 - Directors Guild of Canada Craft Award
  - Nomination - Miglior serie o film TV
  - Nomination - Miglior montaggio in una serie o film TV a Susan Shipton
  - Vinto - Miglior montaggio sonoro in una serie o un film TV
- 2013 - Golden Reel Award
  - Nomination - Miglior montaggio sonoro della musica (forma lunga) in una produzione televisiva a Kevin Banks e Michael Banton-Jones (per l'episodio 1)
  - Nomination - Miglior montaggio sonoro dei dialoghi (forma lunga) in una produzione televisiva a Jane Tattersall, David McCallum, Tony Currie e Sue Conley (per l'episodio 4)
- 2012 - Online Film & Television Association
  - Nomination - Migliori effetti visivi a Gabor Kiszelly, Zoltán Benyó, Colin Davies e Peter Giliberti